# Rubato
Rubato (z wł., dosł. „obrabowanie”) – chwiejność tempa  wynikająca z dowolnego wydłużania i skracania dźwięków podczas wykonywania utworów. Grane w taki sposób, by średni rytm na przestrzeni frazy lub taktu granego rubato był zgodny z oryginalnym.
Pojęcie rubata nie jest ściśle zdefiniowane, wchodzi w skład interpretacji dzieła i zależy od wykonawcy.
Rubato w muzyce było szeroko stosowane w XVIII w., mistrzem w grze rubato był Wolfgang Amadeus Mozart. Rubato charakterystyczne jest też dla muzyki romantycznej, np. Fryderyka Chopina
Na przykład, zgodnie z praktyką wykonania walca wiedeńskiego, w takcie o metrum 3/4, zawierającym 3 równe ćwierćnuty, można zróżnicować ich rzeczywistą długość, wydłużając drugą kosztem trzeciej; niemniej, długość całego taktu pozostaje taka sama.